# Erebusbaai
De Erebusbaai is een baai van de Rosszee ten zuidoosten van het eiland Ross op Antarctica.

## Geografie
De Erebusbaai is gesitueerd in de Zuidelijke Oceaan, tussen het eiland Ross en het vasteland van Antarctica. In het noordwesten wordt de baai gedomineerd door de op het eiland gelegen Erebusvulkaan.
Een eerste onderzoek van de baai werd gedaan door deelnemers van de Discovery-expeditie (1901–1904) onder leiding van de Britse poolonderzoeker Robert Falcon Scott. De naamgeving volgde bij de tweede Antarctica-reis van Scott, de Terra-Nova-expeditie (1910–1913), waarvan het basiskamp bij Kaap Evans lag. De naam is naar de vulkaan Mount Erebus, die de baai domineert. De naam daarvan voert weer terug op de HMS Erebus (1826), een schip van de expeditie van 1839–1843 van de Brit James Clark Ross.